# لوک
شهر لوک  در بخش لوک در ایالت وله در کشور سوئیس واقع شده‌است که ۳٬۳۰۰ نفر جمعیت دارد.

## نگارخانه

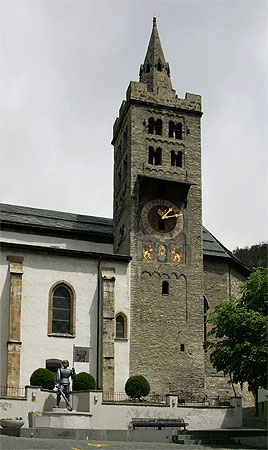
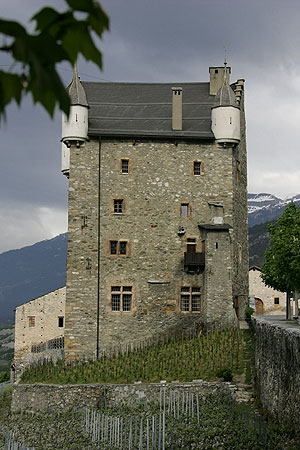
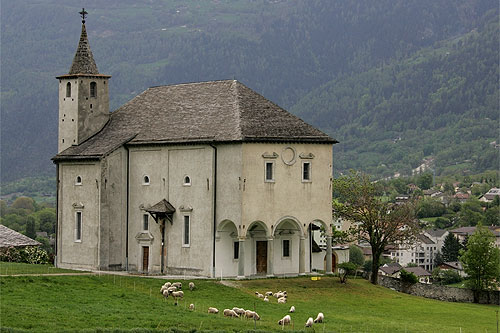
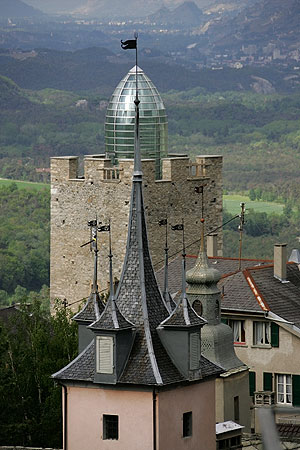